# Mistrzostwa Węgier w Skokach Narciarskich 2015
Mistrzostwa Węgier w Skokach Narciarskich 2015 – rozegrane 30 października 2015 w kompleksie skoczni Bloudkova velikanka w Planicy zawody mające za zadanie wyłonić najlepszych skoczków w kraju.
Tego dnia rozegrano zawody na skoczniach K56 i K72, w których zwyciężyli: Kristóf Molnár wśród mężczyzn oraz jedyna startująca wśród kobiet Virág Vörös. Oprócz mistrzostw seniorów, rozegrano także konkursy w niższych kategoriach wiekowych.
Wszyscy reprezentowali jeden klub – Kőszegi SE.

## Wyniki

### Mężczyźni
| Msc. | Zawodnik       | I seria | II seria |
| ---- | -------------- | ------- | -------- |
| 1.   | Kristóf Molnár | 57,0 m  | 56,0 m   |
| 2.   | Flórián Molnár | 54,0 m  | 54,0 m   |
| 3.   | Péter Kelemen  | 51,0 m  | 51,0 m   |
| 4.   | Péter Tuczai   |         |          |
| 5.   | Dávid Kelemen  |         |          |
| 6.   | Tamás Kelemen  |         |          |

| Msc. | Zawodnik       | I seria | II seria |
| ---- | -------------- | ------- | -------- |
| 1.   | Kristóf Molnár | 70,0 m  | 72,0 m   |
| 2.   | Flórián Molnár | 68,0 m  | 68,0 m   |
| 3.   | Péter Kelemen  | 64,0 m  | 65,0 m   |
| 4.   | Péter Tuczai   | 56,0 m  | 58,0 m   |

### Kobiety
| Msc. | Zawodniczka | I seria | II seria |
| ---- | ----------- | ------- | -------- |
| 1.   | Virág Vörös | 56,0 m  | 55,5 m   |

| Msc. | Zawodniczka | I seria | II seria |
| ---- | ----------- | ------- | -------- |
| 1.   | Virág Vörös | 67,0 m  | 70,0 m   |